# The Firm (rockband)
The Firm was een Engelse rock supergroep, actief in midden jaren tachtig.

## Geschiedenis
The Firm bestond uit Bad Company/Free-zanger Paul Rodgers, Led Zeppelin-gitarist Jimmy Page, bassist Tony Franklin en Uriah Heep-drummer Chris Slade. Page had graag drummer Bill Bruford van Yes en bassist Pino Palladino bij de groep gehad, maar Bruford stond bij een ander platenlabel onder contract, en Palladino was op tournee met Paul Young.
Hoewel de band slechts matige platenverkopen kende, trok hij wel volle zalen. Zowel Rodgers als Page wilde geen materiaal van hun vorige bands gebruiken, en de band speelde dus nieuwe nummers en nummers afkomstig van soloalbums. Een uitzondering hierop is het nummer "Midnight Moonlight", dat sterk gebaseerd is op het niet-uitgebrachte Led Zeppelin-nummer "The Swan Song".
Nadat de band na twee jaar ophield te bestaan, gingen Rodgers en Page verder met solowerk. Slade voegde zich bij AC/DC en Franklin bij Blue Murder.

## Bandleden
- Paul Rodgers - zang, slaggitaar, akoestische gitaar
- Jimmy Page - lead- en slaggitaar, akoestische gitaar
- Tony Franklin - bas, keyboard, synthesizer
- Chris Slade - drums, percussie, achtergrondzang

## Discografie

### Albums
- The Firm (1985)
- Mean Business (1986)

### Singles
- "Radioactive" (1985)
- "Satisfaction Guaranteed" (1985)
- "All the King's Horses" (1986)
- "Live in Peace" (1986)

### Video en dvd
- The Firm Live at Hammersmith 1984 (1984), VHS, beperkte oplage
- Five from the Firm (1986), dvd